# Râle à miroir
Sarothrura ayresi
Espèce
Statut de conservation UICN

 CR C2a(i) : 
En danger critique
Le Râle à miroir (Sarothrura ayresi) est une espèce d'oiseaux de la famille des Sarothruridae.

## Description
Le mâle a une tête, une poitrine et un cou châtain clair, le dos et les ailes sont  tachetés de noir tandis que les flancs sont barrés de noir et de blanc sur les parties inférieures.

La femelle est plus terne avec une couronne striée charbon de bois.

Les 2 sexes ont la queue marron striée de noir, le bec et les pattes sont noirs.

L'espèce est reconnaissable en vol lorsqu'elle déploie ses secondaires de couleur blanche.

## Répartition
Aujourd'hui, l'espèce ne se trouve qu'en Éthiopie et en Afrique du Sud.

## Population
Actuellement, la population totale est estimée à moins de 250 oiseaux adultes, ce qui fait de l’espèce une des plus menacées au monde.

## Habitat
L’espèce fréquente les prairies humides denses, les carex et les joncs situées de 1 100 à 2 600 mètres d'altitude en Éthiopie mais on la trouve également jusqu'au niveau de la mer en Afrique du Sud.

## Alimentation
Il se nourrit de céréales, d'invertébrés aquatiques et de matières végétales.

## Reproduction
Le râle à miroir construit un nid en forme de boule constitué d'herbe verte tressée, de carex et de roseau avec l'intérieur tapissé de végétation morte où il dépose jusqu'à cinq œufs blancs.

Les poussins sont couverts de duvet gris anthracite avec des yeux gris et des pattes noires et sont élevés par les deux parents.

En Éthiopie, il se reproduit pendant la saison des pluies (juillet-septembre).

## Menaces
En Éthiopie, le surpâturage ainsi que la coupe des roseaux et de l'herbe sont des menaces pour la survie de l’espèce.

En Afrique du Sud, la principale menace est la destruction de l'habitat due à l'industrie minière en constante expansion.

## Sources
- Article paru le 23 février 2023 sur le site https://www.birdlife.org (en)